# Гронский, Иван Михайлович
Иван Михайлович Гронский (наст. фам. Федулов; 30 ноября 1894, Любимский уезд, Ярославская губерния — 15 августа 1985, Москва) — советский общественный деятель, журналист, литературовед.

## Биография
Воспитывался я в большевистской партии, большевиком остался, а большевиков трудности не пугают.
Родился в крестьянской семье в деревне Долматово Любимского уезда Ярославской губернии. Отец — Федулов Михаил Иванович, мать — Федулова Анна Антоновна. Рано лишившийся отца, был отправлен в Петербург на заработки: работал поварёнком в ресторане Чванова, слесарем заводов «Вулкан», Лесснера.
Участвовал в революционном движении с 1910 года. Подвергался репрессиям царского правительства. В Первую мировую войну в 1917 году за личное мужество награждён Георгиевским крестом. В октябре 1917 года избран председателем солдатского комитета.
Участник Революции и Гражданской войны. С 1912 по 1918 год был членом Союза социалистов-революционеров-максималистов, в июле 1918 года вступил в РСДРП(б). Делегат VIII Всероссийского съезда Советов.
В 1921 году поступил на экономический факультет Института красной профессуры (ИКП), который окончил в 1925 году. Интересно, что в 1924 году его собирались направить на стажировку в Англию к известному учёному-экономисту Дж. М. Кейнсу, но по изменившимся планам он провёл год на партработе в Коломне. По окончании института был направлен на работу в газету «Известия».
С 1925 года работал в газете «Известия ЦИК СССР и ВЦИК Советов рабочих, крестьянских, красноармейских и казачьих депутатов», заведовал экономическим отделом, был заместителем главного редактора И. И. Скворцова-Степанова, а после его смерти дважды возглавлял газету: и. о. главного редактора (1928—1930), главный редактор (23.04.1931—21.02.1934). Также работал в журналах «Красная нива» (с 1931 г.) и в «Новом мире» (1931—1937), в последнем печатал произведения Бориса Пастернака, Исаака Бабеля, Юрия Олеши, Осипа Мандельштама, Бориса Пильняка. 
Гронскому приписывают авторство понятия и термина «социалистический реализм» (май 1932).
26 января — 10 февраля 1934 года делегат XVII съезда ВКП(б) с совещательным голосом.
Вместе с М. Горьким участвовал в создании Литературного института. Был председателем оргкомитета по подготовке Первого съезда советских писателей.
Гронский был чем-то вроде комиссара по делам литературы непосредственно при Сталине. Через него Сталин получал информацию обо всём, что происходило в литературе, и через него осуществлялись связи Сталина с писательской средой.
Принимал активное участие в судьбе Николая Клюева. 30 сентября 1959 года, выступая в ИМЛИ с воспоминаниями, Гронский рассказал, как принимал поэта и пытался уговорить сотрудничать с советскими властями, но это предложение Клюев отверг. Тогда Гронский позвонил Ягоде и попросил убрать Клюева из Москвы в 24 часа, а на уточняющий вопрос ответил — «выслать».
Ты поступила правильно, что отказалась ехать в Восточную Пруссию. Откровенно говоря, я с большой радостью прочитал твои слова о том, что из своей страны ты никуда не поедешь. Любовь к родине — это страсть всей нашей семьи. И очень хорошо, что эту традицию, эту страсть ты сохранила и пронесла через все трудности.
1 июля 1938 года арестован органами НКВД по обвинению в принадлежности к нелегальной антисоветской организации правых и во вредительстве в литературе, осуждён на 15 лет трудовых исправительных лагерей, 5 лет поражения в правах и конфискации личного имущества и 16 лет провёл в Воркутлаге, затем в ссылке. В феврале 1954 года дело Гронского было пересмотрено, и он был освобождён из ссылки. Впоследствии полностью реабилитирован и восстановлен в КПСС, однако к журналистской и редакторской работе его не допустили — он работал в ИМЛИ младшим научным сотрудником.
По свидетельствам знавших его людей, Гронский, даже пройдя тюрьмы и лагеря, остался верным сторонником Сталина (в 1970-х годах он таковым уже не являлся, но оставался коммунистом-ленинцем). После XX съезда КПСС именно он, вразрез с мнением тогдашних руководителей Союза писателей СССР, начал хлопотать о реабилитации репрессированных в сталинские годы писателей: «Военная прокуратура СССР попросила меня помочь в рассмотрении дел осуждённых в разное время писателей. (…) Мы на вас полагаемся. Вам верим». В числе «возвращённых» им имён — имя расстрелянного в 1937 году поэта Павла Васильева. При этом он отказался помогать «вернуть» Л. Авербаха и Н. Клюева.
Похоронен в Москве на Кунцевском кладбище.

## Семья
Супруга — Лидия Александровна (урожд. Вялова; 1905—1995). Ее сестра — Елена Александровна Вялова (1909–1989) — жена поэта Павла Васильева, расстрелянного в 1937 году, также была репрессирована — как ЧСИР.
Дети:
- Пасынок (сын Лидии Александровны от первого брака) — Игорь Константинович Левашов (род. 1924), участник Великой Отечественной войны[21].
- Сын — Вадим Иванович Гронский (род. 1927)
- Дочь — Ирина Ивановна Гронская (род. 1934), в замуж. Черничка. Автор воспоминаний[22].
- Дочь — Светлана Ивановна Гронская (род. 1943), автор воспоминаний о родителях, собиратель и хранитель архива отца, Елены Вяловой, секретарь комиссии по литературному наследию П.Н. Васильева[23]. Автор воспоминаний о семье[24][25][26].

## Награды
- орден Октябрьской Революции (22.01.1975) — «за активную общественно-политическую и научную деятельность»[2]
- орден «Знак Почёта» (13.03.1967)
- медали

## Комментарии
1. ↑  Деревня Долматово (Долматова) находилась в 8 верстах от Любима и относилась к 1-му стану Любимского уезда; не сохранилась, ныне — территория Любимского района Ярославской области[3].